# Silvana Afonsoewa
Silvana Afonsoewa (Paramaribo, 4 juni 1989) is een Surinaams politicus. Zij is sinds 2015 lid van De Nationale Assemblée (DNA) voor de Nationale Democratische Partij (NDP).

## Biografie
Afonsoewa is afkomstig uit Paramaribo. Ze volgde een opleiding verpleegkunde, met van 2007 tot 2012 er een werkervaringsplaats naast, en behaalde haar pedagogische getuigschrift. Van 2012 tot 2015 werkte ze als verpleegkundige in het Diakonessenhuis. Ze is ongehuwd en heeft drie kinderen.
Ze was voorzitter van de jongerenorganisaties van de stadsdelen Latour en Ephraimzegen in Paramaribo. Daarnaast was ze ondervoorzitter van de Ressort Raad Latour (2010-2015), lid van de Raad van Commissarissen van de Stichting Beheer en Exploratie Crèches (2011-2015) en nam ze deel aan de Commissie basisgoederenpakket (2012-2015).
Ze deed mee aan de verkiezingen in 2015 als nummer 9 van de NDP in het kiesdistrict Paramaribo. Ze werd gekozen en maakte vervolgens haar entree in DNA. In 2018 was er onvrede in de NDP-afdeling van het ressort Boven-Suriname in het district Sipaliwini, omdat niet iemand uit hun eigen midden maar Afonsoewa was benoemd tot hun voorzitter.
Nog voor haar lidmaatschap van DNA zette ze zich in voor woonkavels voor verpleegkundigen. Dit initiatief bracht ze in 2019 in een beslissende fase, met de legging van de eerste steen van de eerste huizen van het Zusterproject Jagtlust in Commewijne. Het uiteindelijke doel is om hier 425 verplegenden van het Academisch Ziekenhuis Paramaribo te huisvesten.
Tijdens de verkiezingen van 2025 werd zij op nummer 15 van de lijst van de NDP herkozen.